# Victor Wilhelm Marcus
Victor Wilhelm Marcus (1848 - 1914?), was een Duits politicus die meerdere malen eerste burgemeester (Erste Bürgermeister) van de Vrije en Hanzestad Bremen is geweest.
Victor Wilhelm Marcus was sinds 1887 lid van de Senaat (Senat), de landsregering van Bremen, gekozen. Hij was vanaf 1905 tweede burgemeester (Zweite Bürgermeister) en van 1 januari tot 31 december 1907, van 1 januari tot 31 december 1909 en van 1 januari tot 31 december 1911 eerste burgemeesters en voorzitter van de Senaat (regeringsleider) van de stadstaat Bremen.
Victor Marcus was nauw betrokken bij de totstandkoming van stadsbibliotheek van Bremen (Stadtbibliothek Bremen).